# Tournes
Tournes é uma comuna francesa na região administrativa de Grande Leste, no departamento das Ardenas.
Estende-se por uma área de 8,26 km², com 1 075 habitantes, segundo os censos de 1999, com uma densidade de 130 hab/km².